# Orašac (gmina Aranđelovac)
Orašac (cyr. Орашац) – wieś w Serbii, w okręgu szumadijskim, w gminie Aranđelovac. W 2011 roku liczyła 1484 mieszkańców.